# Iglesia de Santa María (Barberá del Vallés)
La iglesia de Santa María de Barberá, está situada en la población de Barberá del Vallés en la comarca catalana del Vallés Occidental.
Consagrada por el obispo de Barcelona, San Olegario (1116-1137), según una tradición equivocada;, se cree que fue edificada sobre otra existente en el siglo XI.

## El edificio
A pesar de haber sido transformado esencialmente, se trata de una construcción del siglo XII.
De una sola nave con bóveda de cañón apuntada, tiene transepto y tres ábsides semicirculares. Las ventanas se distribuyen por los muros laterales y por la cabecera, siendo de arco de medio punto.
El campanario, adosado al muro norte, es de planta rectangular, en el primer piso con ventanas estrechas en cada lado de medio punto y en el piso superior las ventanas son geminadas con dos amplios arcos de medio punto separadas por una columna, en la parte superior, en el exterior, tiene un friso de dientes de sierra.
En el exterior del templo, se aprecia la decoración lombarda de arcuaciones y lesenas en los ábsides y en las fachadas con un friso de arcuaciones ciegas.

## Pintura
En el año 1919, tuvo lugar el descubrimiento, detrás de un retablo que cubría la totalidad del ábside central, las pinturas murales que decoraban además las dos absidiolas y el arco triunfal, todas ellas han sido datadas del siglo XII, atribuidas al maestro de Cardona y una vez restauradas, se conservan in situ.
Se pueden ver diferentes representaciones, presididas en el ábside central, en su parte superior, por una Maiestas Domini con los símbolos de los cuatro evangelistas, pasando después a los registros de la Anunciación, la Visitación y la Natividad del Señor. En las absidiolas se pueden ver, entre otras, el martirio de san Pedro y san Pablo y al emperador Constantino.